# サッカーアストゥリアス州代表
サッカーアストゥリアス州代表（サッカーアストゥリアスしゅうだいひょう、スペイン語: Selección de fútbol de Asturias）は、スペイン・アストゥリアス州におけるサッカーの選抜チーム。スペインの一地方の選抜チームであり、欧州サッカー連盟(UEFA)や国際サッカー連盟(FIFA)に加盟していないため、UEFA欧州選手権やFIFAワールドカップなどの国際大会への出場資格はない。
1917年に、カンタブリア地方代表（スペイン語: Selección Cantábrica）としてチームが結成された。このチームには、後にカンタブリア代表となるメンバーも含まれていた。1922年になって、アストゥリアス州代表としてチームが独立し、以後数々の親善試合をこなしている。

## 試合一覧
| 日付            | 場所           | ホームチーム     | スコア | アウェーチーム   |
| --------------- | -------------- | ---------------- | ------ | ---------------- |
| 1922年 11月12日 | ヒホン         | アストゥリアス州 | 1-1    | バスク自治州     |
| 1922年 11月13日 | ヒホン         | アストゥリアス州 | 4-3    | バスク自治州     |
| 1923年 1月14日  | ヒホン         | アストゥリアス州 | 1-0    | カタルーニャ     |
| 1923年 2月25日  | ビーゴ         | ガリシア         | 1-3    | アストゥリアス州 |
| 1923年 10月18日 | ビルバオ       | バスク自治州     | 4-2    | アストゥリアス州 |
| 1925年 5月3日   | サンタンデール | カンタブリア州   | 1-3    | アストゥリアス州 |
| 1925年 6月21日  | ヒホン         | アストゥリアス州 | 0-1    | カンタブリア州   |
| 1926年 9月5日   | ヒホン         | アストゥリアス州 | 0-2    | カタルーニャ     |
| 1926年 9月19日  | バルセロナ     | カタルーニャ     | 0-1    | アストゥリアス州 |
| 1934年 7月16日  | ヒホン         | アストゥリアス州 | 5-2    | メキシコ         |
| 1936年 8月28日  | ヒホン         | アストゥリアス州 | 3-3    | ブリュッセル選抜 |
| 2000年 12月23日 | オビエド       | アストゥリアス州 | 1-0    | 北マケドニア     |
| 2001年 12月29日 | ヒホン         | アストゥリアス州 | 6-1    | リトアニア       |
| 2002年 12月28日 | アビレス       | アストゥリアス州 | 0-1    | エストニア       |

## 歴代の所属選手
- アベラルド・フェルナンデス・アントゥーニャ
- ダビド・ビジャ
- フアン・マタ
- ハビエル・マンハリン
- フアン・カスターニョ・キロス
- ルイス・エンリケ
- ミゲル・アンヘル・アングロ
- サンティ・カソルラ